# The Heart of a Hero
The Heart of a Hero er en amerikansk stumfilm fra 1916 af Emile Chautard.

## Medvirkende
- Robert Warwick som Nathan Hale.
- Gail Kane som Alice Adams.
- Alec B. Francis som oberst Knowlton.
- George MacQuarrie som Guy Fitzroy.
- Clifford Grey som Tom Adams.